# Comuna Oleksiivka, raionul Sumî, regiunea Sumî
Oleksiivka (în ucraineană Олексіївка) este o comună în raionul Sumî, regiunea Sumî, Ucraina, formată din satele Andriivka, Novomîkolaiivka, Oleksiivka (reședința) și Volodîmîrivka.

## Demografie
Componența lingvistică a comunei Oleksiivka
     Ucraineană (93,99%)
     Rusă (5,36%)
Conform recensământului din 2001, majoritatea populației comunei Oleksiivka era vorbitoare de ucraineană (93,99%), existând în minoritate și vorbitori de rusă (5,36%).